# Чёрная стража
Чёрная стража (англ. Black Watch), официальное название 3-й батальон «Чёрная стража» Королевского полка Шотландии (англ. Black Watch, 3rd Battalion, Royal Regiment of Scotland), сокращённо 3 SCOTS — пехотное воинское формирование Британской армии, до 2006 года являвшееся самостоятельным полком, ныне являющееся батальоном в составе Королевского полка Шотландии. Полк был образован в 1881 году в ходе реформ Чайлдерса после объединения 42-го и 73-го пехотных полков под названием Чёрная стража (Королевские хайлендеры) (англ. The Black Watch (Royal Highlanders)). С 1931 по 2006 годы носил название Чёрная стража (Королевский хайлендский полк) (англ. The Black Watch (Royal Highland Regiment)). С 1967 года входил в состав Шотландской дивизии, из числа хайлендских полков (полков шотландских горцев) является высшим по старшинству. С 2017 года входит в состав Шотландской, валлийской и ирландской дивизии. Название «Чёрной стражи» полк унаследовал у одного из своих предшественников — 42-го пехотного полка, который прежде носил это название.

## Источник названия
Доподлинно неизвестно, как появилось название «Чёрная стража». В 1725 году, спустя 10 лет после подавления якобитского восстания генерал Джордж Уэйд получил от британского короля Георга I распоряжение сформировать шесть «сторожевых» рот, которые патрулировали бы шотландский Хайленд: три роты планировалось набрать из клана Кэмпбеллов, одну роту — из клана Фрейзера из Ловата, одну роту — из клана Манро и одну — из клана Грантов. Их предписывалось использовать для «разоружения горцев, предотвращения грабежей, привлечения преступников к ответственности, а также недопущения заселения этой части королевства мятежниками и заключёнными». На гаэльском языке подобные роты назвали «Am Freiceadan Dubh» (с ирл. — «Чёрная стража / Тёмная стража»), на английском их назвали «Black Watch». Число этих рот позже выросло до 10.
Наиболее вероятной причиной возникновения такого прозвища являлась чёрная одежда, которую носили бойцы Чёрной стражи — она позволяла отличать их от английских солдат, носивших традиционные красные мундиры. В частности, в униформу этих солдат мог входить тёмный тартан. Выдвигались и другие версии происхождения словосочетания «Чёрная стража»: по одной из них, оно восходило к презрительному описанию «чёрных сердец» (англ. black hearts) лояльных британскому монарху иррегулярных частей, которые выступили на стороне «врагов подлинного духа Хайленда»; по другой версии, прозвище было дано в связи с обязанностями этих отрядов поддерживать порядок в Хайленде и предотвращать шантаж (англ. blackmail) — горцы нередко требовали грабительские суммы с тех, кто пытался пасти скот на некоторых территориях.
Поскольку Чёрная стража ведёт свою родословную от 42-го пехотного полка, образованного в 1739 году после объединения шести вольных хайлендских рот, созданных около 1603 года, то она является исторически старейшим шотландским пехотным полком. Вместе с тем Чёрная стража не является исторически старейшим шотландским пехотным полком, лояльным Великобритании: таковым является полк Королевских шотландцев, образованный в 1633 году и остававшийся лояльным английскому монарху всё это время, в то время как хайлендские роты поднимали восстания против англичан.

## Образование полка
Полк «Чёрная стража» был образован в 1881 году в рамках военных реформ Хью Чайлдерса путём объединения 42-го (королевского хайлендского) и 73-го (пертширского) пехотного полка и их последующего преобразования в батальоны: 42-й полк стал 1-м батальоном, 73-й — 2-м. Название «Чёрная стража» было унаследовано именно у 42-го пехотного полка; весь последующий набор личного состава вёлся в Хайленде. 1-й батальон Чёрной стражи принял участие в битве при Тель-эль-Кебире в сентябре 1882 года во время англо-египетской войны. Также он участвовал в сражениях Махдистской войны: двух битвах при Эль-Тебе (февраль 1884 года), битве при Томаи (март 1884 года) и битве при Кирбекане (февраль 1885 года).
С 1896 года полк Чёрной стражи нёс службу в Индии. Во время второй англо-бурской войны его части были отправлены в Южную Африку. В июне 1902 года был подписан Феринихингский мирный договор, завершивший войну. 630 солдат и офицеров полка покинули Кейптаун в сентябре 1902 года на борту транспорта «Мичиган», прибыв в конце октября в Саутгемптон, а оттуда направились в Эдинбург. 2-й батальон, в частности, прибыл в Южную Африку в октябре 1899 года, после начала боевых действий: он понёс большие потери в битве при Магерсфонтейне в декабре того же года. После окончания войны около 730 человек батальона покинули мыс Наталь, сев на борт транспорта «Айониан» и прибыв в Британскую Индию в октябре 1902 года: после прибытия в Бомбей батальон был расквартирован в Сиалкоте и Амбале (Пенджаб).
В 1908 году были на национальном уровне реорганизованы добровольцы (англ. Volunteers) и ополчение (англ. Militia): они были преобразованы в Территориальные силы и Особый резерв соответственно. Полк насчитывал шесть батальонов: 3-й батальон Особого резерва, 4-й батальон города Данди (Паркер-стрит, Данди), 5-й батальон Ангуса и Данди (Банк-стрит, Брикин), 6-й Пертширский батальон (Тэй-стрит, Перт), 7-й (Файф) батальон (Маркет-стрит / Сити-роуд, Сент-Андрус) и 8-й велосипедный батальон (Перт-Роуд, Бирнем).

## Первая мировая война

### Регулярная армия
1-й батальон высадился в Гавре в составе 1-й пехотной бригады 1-й пехотной дивизии в августе 1914 года для службы на Западном фронте. Батальон принял участие в Великом отступлении из Монса в августе 1914 года, в первой битве на Марне и первой битве на Эне в сентябре 1914 года. Также он участвовал в наступлении на линию Гинденбурга в сентябре 1918 года.
2-й батальон высадился в Марселе в составе бригады Барейли (англ. Bareilly Brigade) при 7-й Мерахтской дивизии в октябре 1914 года для службы на Западном фронте. Участвовал в обороне Живанши в декабре 1915 года, позже был переброшен в Месопотамию и участвовал в осаде осаде Эль-Кута весной 1916 года. В марте 1917 года участвовал в битве за Багдад, в апреле того же года — в битве при Истабулате. В январе 1918 года переброшен в Палестину, участвовал в битве при Мегиддо в сентябре того же года.

### Территориальные силы
1/4-й батальон (города Данди) прибыл в Гавр в составе бригады Барейли 7-й Мератхской пехотной дивизии в марте 1915 года. В том же месяце он принял участие в битве при Нев-Шатель, а в мае — в . После понесённых тяжёлых потерь 1/4-й батальон был объединён со 2-м батальоном в сентябре того же года. В том же марте 1915 года 1/5-й батальон (Ангуса и Данди) прибыл в Гавр в составе 24-й пехотной бригады 8-й пехотной дивизии и участвовал в тех же сражениях, что и 1/4-й батальон. 1/6-й (Пертширский) и 1/7-й (Файфский) батальон высадились в Булонь-сюр-Мер в составе 153-й пехотной бригады в составе 51-й пехотной дивизии в мае 1915 года, приняв участие в битве за Анкрские высоты в октябре 1916 года.

### Новая армия

#### 8-й (служебный) батальон
8-й (служебный) батальон (англ. 8th (Service) Battalion) был образован в Перте лордом Семпиллом Финтрейским, ранее воевавшим с Чёрной стражей в Судане. С 21 августа по 3 сентября 1914 года шла вербовка в батальон, пока не был полностью укомплектован личный состав. 8-й батальон был старшим в составе 26-й пехотной бригады, которая была, в свою очередь, главной бригадой 9-й Шотландской пехотной дивизии, первой дивизии армии Китченера (в составе «первых ста тысяч» добровольцев, откликнувшихся на призыв лорда Китченера). Батальон официально был образован в казармах Альбуэра в августе 1914 года, в сентябре был перебазирован в казармы Майда. Костяк батальона составили опытные офицеры регулярных и нерегулярных частей, младшие офицеры и солдаты. Призывниками были преимущественно горожане, фермеры и шахтёры из Файфа и Форфаршира. 16 января 1915 года 26-я пехотная бригада перебралась из Олдершота в Хэмпшир, а в Олтоне был расквартирован 8-й батальон. 22 января 1915 года лорд Китченер провёл смотр батальона вместе со всей 9-й Шотландской дивизией при проливном дожде на равнине Лаффан (ныне здесь находится аэропорт Фарнборо). 21 марта 1915 года батальон совершил марш-бросок к лагерю Оксни-Фарм, где прошли заключительные учебные стрельбы: высший балл по стрельбе получило пулемётное отделение 8-го батальона. В начале мая 1915 года батальон отправился во Францию.
Пулемётное отделение и транспортные части шли впереди всех: 9 мая они из Саутгемптона прибыли в Гавр, а остальная часть батальона 10 мая через Фолкстон прибыла в Булонь-сюр-Мер. Далее батальон поездом отправился в Арк близ Сент-Омера, прибыв ранним утром 11 мая: к тому моменту солдаты впервые услышали звуки сражения на Ипре. 4 июля 1915 года батальон занял окопы, взяв на себя задачи 5-го (служебного) батальона личных Её Величества камеронских хайлендеров, располагавшихся к востоку от  (7 июля 1915 года их сменил 10-й служебный батальон Хайлендского лёгкого пехотного полка). За четыре дня службы 8-й батальон потерял трёх убитыми и семерых ранеными. 25 сентября батальон одним из первых вступил в битву при Лоосе, потеря за три дня всего 19 офицеров убитыми (ещё 492 бойца иных званий были убиты или ранены). Среди погибших были и командир батальона, подполковник лорд Семпилл, майор Дж. Г. Коллинз, три из четырёх командиров рот и полковой сержант-майор У. Х. Блэк. Среди погибших был и капитан Фергюс Боуз-Лайон, старший брат Елизаветы Боуз-Лайон. В последующие годы батальон продолжал воевать на Западном фронте, отличившись в следующих боях:
- 1916 — Битва за Базентинский хребет[англ.]
- 1917 — Первая битва при Аррасе, Третья битва при Скарпе, Первая битва при Пашендейле;
- 1918 — Первая битва при Бапоме, битва при Месене, первая битва за хребет Кеммель, вторая битва за хребет Кеммель, пятая битва при Ипре, битва при Куртре[англ.].

27 декабря 1918 года после заключения перемирия начался процесс демобилизации: в последующие месяцы демобилизовывались группы бойцов. В середине августа 1919 года остатки батальона вернулись в Англию, отплыв из Кале в Фолкстоун, совершив пеший переход в Шорнклифф и добравшись поездом до лагеря Броктон. 15 ноября 1919 года батальон был сокращён до кадрового состава, а после увольнения остальных офицеров командир батальона, адъютант и квартирмейстер вернулись в штаб Чёрной стражи, а в декабре батальон официально был расформирован.
Всего с 1915 по 1918 годы потери батальона на фронте насчитали 169 офицеров (69 убитых, 93 раненых, 8 пропавших без вести) и 3597 солдат (1123 убитых, 673 раненых, 510 пропавших без вести). Личный состав батальона был награждён 7 орденами «За выдающиеся заслуги», 32 Военными крестами, 38 медалями «За выдающиеся заслуги», 6 медалями «За заслуги» и 137 Воинскими медалями.

#### 9-й (служебный) батальон
9-й (служебный) батальон (англ. The 9th (Service) Battalion) насчитывал изначально 200 человек, которые вышли из Перта в Олдершотский гарнизон 6 сентября 1914 года для присоединения к личному составу 8-го батальона. Поскольку 8-й батальон уже был полностью укомплектован, было предоставлено разрешение сформировать новый батальон из числа тех, кто прибыл в расположение 8-го батальона с 6 по 9 сентября. Так появился 9-й служебный батальон, командиром которого стал бывший офицер Чёрной стражи майор Т. О. Ллойд (англ. T. O. Lloyd), служивший в 1-м батальоне до 1909 года. Поскольку в батальоне не хватало опытных офицеров, командир 8-го батальона лорд Семпилл распорядился перевести одного из трёх офицеров регулярной части в 9-й батальон на пост адъютанта. На уровне роты почти все офицеры были младшими лейтенантами, прежде не служившими на передовой, равно как и унтер-офицеры, за исключением полковых сержант-майоров, двух бывших сержантов-знаменосцев (англ. Colour Sergeants) и нескольких солдат; в целом личный состав представляли исключительно новички, которых производили в звания по рекомендации командира роты. С сентября по ноябрь проходили сборы в казармах Альхубера в Олдершоте, а 26 сентября батальон впервые прошёл парадным строем перед королём, королевой и лордом Китченером в составе 44-й пехотной бригады 15-й пехотной дивизии, причём все солдаты шли в гражданской одежде, поскольку им не выдали униформу. К середине октября основная форма уже поступила в батальон, но килты были поступили только 20 января 1915 года (к тому моменту батальон уже отправился в деревню Лисс в Хэмпшире). 23 февраля 1915 года батальон перебрался в лагерь Чизелдон и начал учебные стрельбы 1 марта того же года, имея в своём распоряжении всего 25 винтовок. 12 мая 1915 года батальон с остальной частью 44-й пехотной бригады перебрался в лагерь Паркхаус на Солсберийской равнины, где проводились бригадные учения. 21 июня смотр 15-й шотландской дивизии провёл лично король Георг V и был приятно впечатлён тем, какого прогресса достиг личный состав дивизии за небольшой промежуток времени.
4 июля 1915 года батальону поступило распоряжение готовиться к отправке во Францию. Пулемётное отделение и транспортные части покинули Паркхаус 7 июля, сев на борт «Маунт-Темпл», вышедшего той же ночью из Саутгемптона в Гавр. Основная часть батальона покинула Паркхаус ранним утром 8 июля, сев на борт Invicta в Фолкстоне и прибыв тем же вечером в Булонь-сюр-Мер. 9-й батальон занял позиции в окопах 2 августа 1915 года, сменив 23-й/24-й батальоны Лондонского полка на участке к востоку от Марока и напротив знаменитых «Сдвоенных вершин» (англ. Double Crassier). 9 августа 1915 он уступил свои позиции 10-му батальонму шотландских стрелков, при этом не понеся никаких потерь в этот период позиционной войны. 25 сентября батальон вступил в бой в битве при Лоосе, но только 98 человек сумели вернуться на свои позиции, а 26 сентября батальон покинул позиции, уступив их 21-й дивизии. Всего батальон потерял в битве при Лоосе 701 человека (11 офицеров убиты и 10 ранены, 360 солдат убиты или пропали без вести, 320 солдат ранены).
В последующие годы войны 9-й батальон участвовал в сражениях Западного фронта:
- 1916: Битва за Делвилльский лес[англ.], битва при Флер-Курселетт[англ.]
- 1917: Первая битва за Скарп, Вторая битва за Скарп, битва за хребет Пилкем[англ.], Битва за хребет Мененской дороги[англ.]
- 1918: Первая битва за Бапом, первая битва за Аррас

11 мая 1918 года 9-й батальон покинул передовую, объединившись с 4/5-м территориальным батальоном, чтобы разрешить проблему нехватки кадров в Британской армии. В то время как большая часть батальона осталась в составе 4/5-го батальона, небольшой отряд численностью 10 офицеров и 51 солдат занялись обучением прибывших американских войск. В том же месяце личный состав вернулся в Олдершот, где они пробыли два месяца, готовя новый 2/9-й батальон, вошедший в состав 47-й пехотной бригады 16-й ирландской пехотной дивизии. 30 июля 1918 года 2/9-й батальон покинул Фолкстон, отправившись в Булонь, и прибыл на стоянку в Ходеке на следующий день. В течение последующих 18 дней проводились учения перед отправкой батальона в район Нё-ле-Мин, сменив там 1-й батальон. 21 августа батальон добрался поездом до Сали-Лябур, придя на помощь 14-му батальону лестерцев и 18-му батальону уэльсцев в секторе Гогенцоллерн. 2 сентября 1918 года в ходе окопных боёв батальон потерял 31 человека. До 20 октября 1918 года он продвигался вперёд с 16-й дивизией, когда получил приказ восстановить дороги вокруг Эскуэй: эти позиции он занимал вплоть до заключения перемирия 11 ноября 1918 года. Позже началась демобилизация батальона: к 27 ноября 1918 года он прибыл во Фретен, где оставался до весны 1919 года, пока его не сократили до кадрового размера и не направили в Понт-а-Марк. В июле 1919 года состав 9-го батальона вернулся в Шотландию, где тот и был расформирован окончательно.
Всего с 1915 по 1918 годы потери батальона на фронте насчитали 140 офицеров (46 убитых, 88 раненых, 6 пропавших без вести) и 2899 солдат (645 убитых, 2029 раненых, 225 пропавших без вести). Личный состав батальона был награждён 3 орденами «За выдающиеся заслуги», 28 Военными крестами, 7 медалями «За выдающиеся заслуги», 2 медалями «За заслуги» и 65 Воинскими медалями.

#### 10-й (служебный) батальон
10-й (служебный) батальон был образован в Перте в сентябре 1914 года, командиром батальона стал подполковник сэр Уильям Стюарт Дик-Канингем, 8-й баронет Ламбратон (англ. William Stewart Dick-Cunyngham, 8th Baronet of Lambrughton). По состоянию на 20 сентября 1914 года был собран костяк из 400 добровольцев, которые отправились поездом на юг в Шрутон на Солсберийскую равнину. 10-й батальон Чёрной стражи должен был войти в состав 77-й пехотной бригады вместе с 10-м батальоном Аргайл-сатерлендского хайлендского полка, 11-м батальоном шотландских стрелков и 8-м батальоном королевских шотландских фузилёров: бригада воевала в составе армии Китченера. В батальон были назначены офицеры, однако среди них были немногие бойцы из регулярных и территориальных войск, имевшие реальный опыт службы. В ноябре батальон отправился в Бристоль, где в Эштон-Парке бойцы учились рыть окопы. Роты A и C были расквартированы в Колстон-холл, рота B заняла Галерею Виктории (англ. Victoria Gallery), а рота D — каток «Колизей»; офицеры проживали в гостинице Колстон (англ. Colston Hotel). В канун Нового 1915 года солдатам вручили торжественно вместо самодельной униформы килты со спорранами. В марте 1915 года 77-я пехотная бригада перебралась в Саттон-Вени, чтобы принять участие в бригадных и дивизионных учениях совместно с 26-й дивизией. В конце июля 1915 года учения завершились, а в августе офицерам и солдатам был предоставлен трёхдневный отпуск для прощания с родными и близкими в канун отправки на фронт. 10 сентября 1915 года был отдан приказ о переправке войск во Францию, а 17 сентября пять офицеров и 109 солдат отправились во Францию, прибыв 20 сентября в Лонго и затем пройдя ещё 20 миль до Бугенвилля. 20 сентября в 18:00 из Фолкстона отплыла остальная часть батальона на борту SS La Marguerite, прибыв в Булонь-сюр-Мер около полуночи. Проведя ночью в лагере Острахов (англ. Ostrahove), на следующее утро батальон направился поездом в Саллю (фр. Sallux), прежде чем пройдя пешком 15 оставшихся миль и встретившись с передовыми частями под Бугенвиллем.
23 сентября 1915 года батальон получил приказ выступать в направлении Салуэля: после семичасового марша при жутком ливне батальон к полуночи достиг города. На следующее утро 77-я пехотная бригада прибыла в Виллер-Бретоннё: по пути туда командир 12-го корпуса генерал-лейтенант Генри Фаллер Мейтленд Уилсон провёл смотр бригады и похвалил 10-й батальон за дисциплину и строевую подготовку. В Виллер-Бретоннё батальон провёл пять дней на учениях, причём солдаты слышали артиллерийские залпы, гремевшие в разгар битвы при Лоосе (10-й батальон числился в резерве). 29 сентября 1915 года батальон выступил в направлении Пруаяра, а роты заняли позиции в окопах на передовой для проведения 48-часового инструктажа. Роты A и D несли службу вместе со 2-м батальоном лёгкого пехотного полка герцога Корнуольского на позициях у Фонтен-ле-Каппи, а 2 октября их сменили роты B и C вместе с частями Королевских ирландских фузилёров. 14 октября батальон взял на себя обязанности по обороне участка у Карнуа, сменив на этом посту части личного Его Величества Йоркширского лёгкого пехотного полка, а уже 5 ноября получил приказ немедленно готовиться к переброске в Салоники для участия в боях на Салоникском фронте. 10 ноября батальон вышел в Лонго, откуда поездом добрался до Марселя 12 ноября после полудня и взошёл на борт дредноута «Магнифисент», где уже находились две роты 11-го батальона Вустерширского полка и две роты 12-го батальона Аргайл-сатерлендского хайлендского полка. Дредноут прошёл к северу от Корсики, миновав остров Эльба, пройдя через Мессинский пролив вдоль побережья Сицилии и затем добравшись 18 ноября до Александрии. После прибытия в Александрию бойцы провели ночью в лагере Марица (англ. Martiza), прежде чем вернуться на борт «Магнифисента» и направиться в Салоники, куда они прибыли 24 ноября 1915 года.
10-й батальон с конца 1915 по начало 1916 года занимался сооружением оборонительной линии «Клетка для птицы» (англ. Birdcage Defensive Line) в окрестностях Салоник между деревнями Аиватли и Лаина. В июне 1916 года батальон нёс службу в резерве, занимая позиции на линии у Владаи. 8 мая 1917 года 10-й батальон участвовал в битве при Дойране: из 600 человек погибли 5 офицеров и 63 солдата, ещё 6 офицеров и 309 солдат были ранены в той битве. Из-за потерь, вызванных немецким весенним наступлением 1918 года, было принято решение перебросить по одному батальону из каждой бригады с Салоникского на Западный фронт. 14 июня 1918 года 10-му батальону было приказано готовиться к отправлению во Францию: из греческой Итеи на французском судне Odessa личный состав 6 июля отправился в Таранто, а оттуда выехал на поезде в направлении Абанкура, добравшись до лагеря 14 июля и войдя в состав 197-й пехотной бригады 66-й пехотной дивизии. 20 сентября батальону сообщили, что 29 сентября он будет расформирован: роты 10-го батальона должны были быть распределены между 1-м, 6-м и 14-м батальонами Чёрной стражи, чтобы компенсировать потери личного состава на фронте. 15 октября 1918 года батальон окончательно был расформирован.
Всего с 1915 по 1918 годы потери батальона на фронте насчитали 18 офицеров (8 убитых, 10 раненых) и 435 солдат (122 убитых, 311 раненых, 2 пропавших без вести). Личный состав батальона был награждён 2 орденами «За выдающиеся заслуги», 6 Военными крестами, 3 медалями «За выдающиеся заслуги», 3 медалями «За заслуги» и 10 Воинскими медалями.

## Вторая мировая война

### Регулярная армия
В сентябре 1939 года 1-й батальон Чёрной стражи высадился во Франции в составе 12-й бригады 4-й пехотной дивизии Британских экспедиционных сил. Позже он был включён в 153-ю пехотную бригаду 51-й Хайлендской пехотной дивизии, а в боях под Сен-Валери-ан-Ко был окружён и разгромлен. В августе 1940 года из резервных частей 9-й пехотной дивизии батальон был восстановлен, а в августе 1942 года он был отправлен в Северную Африку, где участвовал в октябре во втором сражении при Эль-Аламейне, а затем в Тунисской кампании и Сицилийской операции в июле 1943 года. В июне 1944 года батальон участвовал в высадке в Нормандии, в июле участвовал в битве за Кан, а в августе — в Фалезской операции. В январе 1945 года батальон участвовал в Арденнской операции, в феврале — в Маас-Рейнской операции, в марте — в Рейнской операции.
2-й батальон нёс службу на момент начала войны в Палестине. В августе 1940 года он был отправлен в Восточную Африку, где отражал итальянское наступление на Британское Сомали. В мае 1941 года батальон, нёсший на Крите службу в составе 14-й пехотной бригады 8-й пехотной дивизии, принял участие в боях за Гераклион. В октябре батальон был переброшен в Северную Африку, а в ноябре участвовал в снятии осады с Тобрука.
В связи с малочисленностью населения Хайленда в шотландских полках возникали кадровые проблемы, которые частично решались путём привлечения на службу потомков шотландцев, проживавших в других городах Великобритании. Со временем в Чёрную стражу стали включать лиц нешотландского происхождения, что позволило решить кадровый вопрос.

### Территориальная армия
В январе 1940 года 4-й батальон Чёрной стражи, нёсший службу в составе 153-й бригады 51-й Хайлендской пехотной дивизии, высадился во Франции. Он участвовал в боях против немцев, а в июне 1940 года эвакуировался из Дюнкерка. С июля 1940 по апрель 1943 года он нёс службу в Гибралтаре, а затем до конца войны не покидал территорию Великобритании. 5-й батальон высадился в Северной Африке в составе той же бригады, участвуя во втором сражении при Эль-Аламейне в октябре 1942 года, а также участвовал в Нормандской операции в составе 3-й парашютной бригады, в битве за Кан и в битве за Бревиль в июне 1944 года. В августе того же года батальон участвовал в Фалезской операции, а в январе 1945 года — в Арденнской операции.
6-й батальон высадился во Франции в январе 1940 года в составе 154-й пехотной бригады 51-й Хайлендской пехотной дивизии из Британского экспедиционного корпуса. Позже он поменялся позициями с 1-м батальоном и продолжил службу в 12-й бригаде 4-й пехотной дивизии, участвовал в эвакуации из Дюнкерка в июне 1940 года. Весной 1943 года он был переброшен в Северную Африку, где участвовал в заключительных сражениях Тунисской кампании, а с февраля 1944 года — в Итальянской кампании (в частности, в битве под Монте-Кассино в марте и в боях на Готской линии). В конце 1944 года отправлен в Грецию, где оставался до конца войны. 7-й батальон высадился в Северной Африке аналогично 6-му и участвовал во втором сражении при Эль-Аламейне в октябре 1942 года, а также в высадке в Нормандии и боях за Кан в июне 1944 года, Фалезской операции в августе 1944 года и Арденнской операции в январе 1945 года. Во время Рейнской операции 7-й батальон одним из первых форсировал Рейн, сделав это 23 марта 1945 года.

## Послевоенные годы
В 1945 году 2-й батальон был отправлен в Индию, а 15 августа 1947 года, в день признания независимости Индии и Пакистана, был переброшен в окрестности Черата (54,7 км от Пешавара). В феврале 1946 года участвовал в подавлении бунта на Королевском флоте Индии в Карачи. 26 февраля 1948 года 2-й батальон Чёрной стражи последним из британских частей покинул территорию Пакистана, когда личный состав сел на транспорт в Карачи: прощальный парад принимал премьер-министр Пакистана Мухаммад Али Джинна.
В ноябре 1952 года полк Чёрной стражи участвовал во второй битве за Крюк во время Корейской войны, в 1953 году участвовал в подавлении восстания Мау-Мау в Кении, а в конце 1950-х годов участвовал в боях против ЭОКА во время борьбы Кипра за независимость. В ноябре 1963 года девять волынщиков полкового оркестра Чёрной стражи, который гастролировал в США, были приглашены на похороны президента США Джона Кеннеди. Шествуя от Белого дома к кафедральному собору Святого Матфея, волынщики исполнили композиции The Brown Haired Maiden, The Badge of Scotland, The 51st Highland Division и The Barren Rocks of Aden.. В декабре 1964 года на саммите Великобритании и США Чёрная стража снова оказалась в центре внимания СМИ, когда президент США Линдон Джонсон обратился к премьер-министру Великобритании Гарольду Уилсону с просьбой отправить Чёрную стражу во Вьетнам, однако Джонсону было отказано.
Во время конфликта в Северной Ирландии Чёрная стража участвовала в операции «Знамя», а её солдаты постоянно становились мишенями для боевиков «временного» крыла ИРА и ИНОА. В частности, в ноябре 1971 года в Восточном Белфасте снайпер застрелил лэнс-капрала Чёрной стражи, а в июле 1978 года в Данганноне (графство Тирон) в результате дистанционного подрыва самодельного взрывного устройства был убит рядовой. В 2018 году четверо ветеранов Чёрной стражи — Норри Энди (англ. Norrie Ednie), Джордж Сит (англ. George Seath), Иан Макдональд (англ. Ian MacDonald) и Эдди Пратт (англ. Eddie Pratt) — организовали группу расследования деятельности британских военных в Северной Ирландии, чтобы изучить обстоятельства гибели 3200 человек во время конфликта и установить, какова степень вины британских вооружённых сил в этих смертях. Также полк Чёрной стражи участвовал в церемонии передачи Гонконга Китайской Народной Республике, став последним британским воинским формированием, покинувшим Гонконг.

## Наши дни
В 2003 году полк Чёрной стражи принял участие в операции «Телик» (британское участие в войне в Ираке), атаковав Басру и потеряв всего одного человека (лэнс-капрал Барри Стивен). В 2004 году Чёрная стража вернулась в Ирак в составе 4-й пехотной бригады (4th Infantry Brigade and Headquarters North East): 12 августа того же года в результате срабатывания самодельного взрывного устройства погиб рядовой Марк Фернс из Чёрной стражи. В октябре Чёрная стража оказалась замешана в центре политического скандала: Армия США потребовала от британцев перевести свои части к северу от контролируемой британцами территории Ирака, где располагалась многонациональная дивизия «Юго-Восток», поскольку американцам требовалось произвести перегруппировку во время второй битвы за Фаллуджу. Несмотря на протесты в Палате общин, британцам пришлось выполнить требования американцев. Штаб Чёрной стражи (Кэмп-Догвуд) находился между Фаллуджей и Кербелой в так называемом «Треугольнике смерти»: британцы постоянно подвергались ракетным и миномётным обстрелам. Так, 29 октября по пути на базу был убит рядовой Кевин Макхейл. 4 ноября трое солдат и переводчик погибли в результате взрыва заминированного автомобиля на блокпостe, а 8 ноября погиб рядовой Пита Тукутукуванга.
В соответствии с планом, разработанным генерал-лейтенантом Алистером Ирвином и утверждённым генералом Майком Джексоном, 16 декабря 2004 года было объявлено, что шесть шотландских полков — Чёрная стража, Королевские шотландцы, Собственный Его Величества шотландский пограничный полк, Королевские шотландские фузилёры, Хайлендский полк (сифортско-гордонско-камеронский) и Аргайл-сатерлендский хайлендский полк в Королевский полк Шотландии. В полк должны были входить пять регулярных и два территориальных батальона, образованные на базе полков, а само преобразование состоялось 28 марта 2006 года.
Весь план в целом предусматривал отказ от «исторических полков» однобатальонного состава и переход к большим полкам, что было воспринято крайне неоднозначно и в самом обществе: так, Шотландская национальная партия организовала кампанию «Спасём наши полки!», которая не повлияла на окончательное решение о преобразовании. При этом Чёрная стража не была окончательно расформирована только благодаря прямому вмешательству Елизаветы II.
Чёрная стража стала 3-м батальоном в составе Королевского полка Шотландии, и в июле 2007 года этот батальон покинул свои казармы Пэлас в Белфасте, перебравшись в Форт-Джордж. 24 июня 2009 года поступили сообщения об участии 3-го батальона Чёрной стражи численностью 350 человек в крупнейшей воздушно-десантной операции против Талибана под кодовым названием «Коготь пантеры»: десантировавшиеся бойцы атаковали укреплённые позиции талибов у Бабаджи, к северу от Лашкаргаха. Операция началась 19 июня незадолго до наступления полуночи, и после многочисленных боёв с талибами бойцы Чёрной стражи заняли три стратегические точки: перекрёсток Луи-Мандей-Вади, кана Нар-э-Бурга и канал Шамалан. Командир батальона подполковник Стивен Картрайт доложил, что британцы надёжно закрепились на последнем участке в провинции Гильменд, который прежде контролировали талибы. Расположение сил талибов позволило организовать атаку по автодороге A01, которая соединяла Кандагар и Герат. 22 июня было объявлено, что бойцы батальона в результате обысков обнаружили в укрытиях талибов 1,3 т маковых зёрен, огромное количество самодельных взрывных устройств и противопехотных мин. Однако Продовольственная и сельскохозяйственная организация ООН поспешила заявить, что это был не мак, а бобы маш, что позже признало и министерство обороны Великобритании.
Кадровые проблемы в Королевском шотландском полку продолжились, несмотря на объединение батальонов: причиной тому стали возросшие националистические настроения в Шотландии. По словам журналиста Макса Гастингса, молодые шотландцы хотели воевать только против англичан, поэтому кадровый вопрос пришлось решать путём привлечения уроженцев бывших британских колоний (в том числе фиджийцев). В соответствии с положениями программы модернизации британской армии, до 2023 года гарнизон батальона Чёрной стражи будет находиться в Форт-Джордж, а затем их базой станут другие казармы в Шотландии. В ходе реформ на вооружение батальона поступили БТР «Фоксхаунд». Батальон в настоящее время подчиняется командованию 51-й пехотной бригады (51st Infantry Brigade and Headquarters Scotland).

## Структура
В настоящее время структура батальона Чёрной стражи аналогична структуре лёгкого пехотного подразделения. Батальон состоит из следующих частей:
- Штаб-квартира (Форт Джордж, Инвернесс) — подчиняется штабу Королевского полка Шотландии (Эдинбургский замок)[69]
- Активный батальон (англ. Active Battalion, Форт Джордж, Инвернесс) — лёгкий механизированный батальон, оснащён БТР «Фоксхаунд»[70][71][72]
  - Штаб батальона[71]
  - Штабная рота[73]
  - Рота A (гренадерская)[74][70]
  - Рота B[75][70][71]
  - Рота C (огневой поддержки)[76]
    - Пулемётный взвод[76]
    - Миномётный взвод[76]
    - Штурмовой сапёрный взвод (волынщиков и барабанщиков)[77][78]

  - Рота D (лёгкая)[77][70][71]
    - Снайперский взвод[79]
    - Разведывательный взвод[80]
    - Противотанковый взвод[81]
    - Взвод связистов[82]
    - Взвод полевой кухни[82]
- 51-й хайлендский добровольческий полк[англ.] — 7-й батальон королевского полка Шотландии[83]
  - Рота A (Чёрная стража, Данди[84]
    - Взвод (Казармы Гордона[англ.], Абердин)[85]
    - Взвод скаутов Ловата, Керколди[86]

## Кавалеры Креста Виктории
Крестом Виктории были награждены следующие военнослужащие 42-го пехотного полка (до 1881 года) и полка Чёрной стражи (с 1881 года):
- Фрэнсис Фаркухарсон[англ.], Восстание сипаев (Лакхнау), 9 марта 1858 года
- Джон Симпсон[англ.], Восстание сипаев (Форт-Рухья), 15 апреля 1858 года
- Александр Томпсон[англ.], Восстание сипаев (Форт-Рухья), 15 апреля 1858 года
- Джеймс Дэвис[англ.], Восстание сипаев (Форт-Рухья), 15 апреля 1858 года
- Эдвард Спенс[англ.], Восстание сипаев (Форт-Рухья), 15 апреля 1858 года
- Уильям Гарднер[англ.], Восстание сипаев (Барейлли), 5 мая 1858 года
- Уолтер Кук[англ.], Восстание сипаев (Сиссайя-Гхат), 15 января 1859 года
- Данкан Миллар[англ.], Восстание сипаев (Сиссайя-Гхат), 15 января 1859 года
- Сэмюэл Макгоу[англ.], Война против ашанти (Амоафул[англ.]), 31 января 1874 года
- Томас Эдвардс[англ.], Египетская кампания (Тамааи), 13 марта 1884 года
- Джон Рипли[англ.], Первая мировая война (Рю-дю-Буа), 9 мая 1915 года
- Дэвид Финли[англ.], Первая мировая война (Рю-дю-Буа), 9 мая 1915 года
- Чарльз Мелвин[англ.], Первая мировая война (Истабулат), 21 апреля 1917 года
- Льюис Эванс[англ.], Первая мировая война (Зоннебеке), 4 октября 1917 года
- Билл Спикмен[англ.], Корейская война, 4 ноября 1951 года

## Воинские почести
По британским традициям, воинские почести присваиваются тем частям, которые проявили себя в различных боях, и представляют собой нанесение символического названия сражения на штандарт полка. Полку Чёрной стражи были присвоены следующие воинские почести — почести за некоторые победы и кампании его предшественников в лице 42-го и 73-го пехотных полков, а также его собственные почести после 1881 года:
- Guadaloupe 1759[b], Martinique 1762[b], Havannah[b], North America 1763-64[c], Mysore[d], Busaco[e], Salamanca[f], South Africa 1846-47[g], 1851-2-3[англ.][g], Tel-el-Kebir[англ.], Egypt 1882 '84, Kirbekan[англ.], Nile 1884–85, Paardeberg, South Africa 1899—1902
- The Great War [25 battalions]: Retreat from Mons, Marne 1914 '18, Aisne 1914, La Bassée 1914, Ypres 1914 '17 '18, Langemarck 1914, Gheluvelt, Nonne Bosschen, Givenchy 1914, Neuve Chapelle, Aubers[англ.], Festubert 1915[англ.], Loos, Somme 1916 '18, Albert 1916[англ.], Bazentin[англ.], Delville Wood[англ.], Pozières[англ.], Flers-Courcelette[англ.], Morval[англ.], Thiepval[англ.], Le Transloy[англ.], Ancre Heights[англ.], Ancre 1916[англ.], Arras 1917 '18, Vimy 1917, Scarpe 1917 '18, Arleux[англ.], Pilckem[англ.], Menin Road[англ.], Polygon Wood[англ.], Poelcappelle[англ.], Passchendaele, Cambrai 1917 '18, St. Quentin, Bapaume 1918[англ.], Rosières, Lys, Estaires, Messines 1918, Hazebrouck, Kemmel, Béthune, Scherpenberg, Soissonnais-Ourcq[англ.], Tardenois, Drocourt-Quéant[англ.], Hindenburg Line, Épéhy[англ.], St Quentin Canal, Beaurevoir, Courtrai[англ.], Selle[англ.], Sambre[англ.], France and Flanders 1914-18, Doiran 1917, Macedonia 1915-18, Egypt 1916[англ.], Gaza, Jerusalem, Tell 'Asur[англ.], Megiddo, Sharon[англ.], Damascus[англ.], Palestine 1917-18, Tigris 1916[англ.], Kut al Amara 1917, Baghdad, Mesopotamia 1915-17
- The Second World War: Defence of Arras, Ypres-Comines Canal[англ.], Dunkirk 1940, Somme 1940, St. Valery-en-Caux, Saar, Breville[англ.], Odon, Fontenay le Pesnil, Defence of Rauray[англ.], Caen, Falaise, Falaise Road, La Vie Crossing, Le Havre[англ.], Lower Maas, Venlo Pocket[англ.], Ourthe, Rhineland[англ.], Reichswald, Goch, Rhine, North-West Europe 1940 '44-45, Barkasan, British Somaliland 1940, Tobruk 1941, Tobruk Sortie, El Alamein, Advance on Tripoli, Medenine, Zemlet el Lebene, Mareth, Akarit[англ.], Wadi Akarit East, Djebel Roumana, Medjez Plain, Si Mediene, Tunis, North Africa 1941-43, Landing in Sicily, Vizzini, Sferro, Gerbini[англ.], Adrano, Sferro Hills, Sicily 1943, Cassino II, Liri Valley[англ.], Advance to Florence, Monte Scalari, Casa Fortis, Rimini Line, Casa Fabbri Ridge, Savio Bridgehead, Italy 1944-45, Athens, Greece 1944–45, Crete, Heraklion, Middle East 1941, Chindits 1944[англ.], Burma 1944
- The Hook 1952[англ.], Korea 1952-53; Al Basrah, Iraq 2003; Second Battle of Fallujah, Iraq 2004

## Покровители
За историю существования полка Чёрной стражи его покровителями были три представителя королевской семьи:
- 1912—1936: Георг V
- 1937—2002: Елизавета, королева-мать
- 2003—2006: Чарльз, герцог Ротсейский[h]

## Командиры полка
Командиры полка с момента его образования в 1881 году:
Чёрная стража (Королевские хайлендеры)
- 1881—1888 (1-й батальон): генерал сэр Данкан Александр Кэмерон[англ.] (бывший командир 42-го пехотного полка)
- 1881—1885 (2-й батальон): генерал сэр Генри Роберт Фергюсон-Дэйви (бывший командир 73-го пехотного полка)
- 1888—1907 (1-й батальон): генерал сэр Роберт Ролло
- 1907—1914: генерал-лейтенант Джон Четам Маклеод[англ.]
- 1914—1929: генерал сэр Джон Гренфелл Максвелл[англ.]
- 1929—1940: генерал сэр Арчибальд Райс Кэмерон[англ.]

Чёрная стража (Королевский хайлендский полк) (1935)
- 1940—1946: генерал сэр Артур Гренфелл Уокоп
- 1946—1950: фельдмаршал сэр Арчибальд Уэйвелл, 1-й граф Уэйвелл
- 1950—1952: генерал сэр Нил Метуэн Ричи
- 1952—1960: генерал-майор Нил Макмикинг
- 1960—1964: генерал-майор Роберт Кит Арбатнотт, 15-й виконт Арбатнотт[англ.]
- 1964—1969: бригадир Генри Коньерс Бейкер-Бейкер
- 1969—1976: бригадир достопочтенный Бернард Эдвард Фергюссон, барон Баллантрэ
- 1976—1981: бригадир Джон Касселс Монтит
- 1981—1992: генерал-майор Эндрю Линтон Уотсон[англ.]
- 1992—2003: бригадир Гарри Чарльз Барнетт
- 2003—2006: генерал-лейтенант сэр Алистер Стюарт Хастингс Ирвин[англ.]
- 2006: Чёрная стража, Королевские шотландцы, Собственный Его Величества шотландский пограничный полк, Королевские шотландские фузилёры[англ.], полком хайлендеров (сифортских, гордонских и камеронских) и Аргайл-сатерлендский хайлендский полк объединены в Королевский полк Шотландии

Командир батальона по состоянию на октябрь 2020 года — подполковник Дж. Дж. Сефтон (англ. G.J. Sefton).

## Дружественные подразделения
Батальон Чёрной стражи поддерживает дружественные и союзнические отношения со следующими воинскими частями стран мира:
- Королевский полк Квинсленда[англ.][16]
- Королевский полк Нового Южного Уэльса[англ.][16]
- Чёрная стража (королевский Хайлендский полк) Канады[англ.][16][91]
- 42-й полк полевой артиллерии (шотландский Ланарка и Ренфрю)[англ.], Королевский полк канадской артиллерии[16]
- Полк острова принца Эдуарда[англ.][16]
- Полк Соломона Махлангу[англ.][16][i]
- Стража Гемуну[англ.][j]
- HMS Montrose (F236)[95]

Также в прошлом у Чёрной стражи были дружественные и союзнические отношения с расформированными ныне подразделениям:
- 30-й батальон (Шотландский полк Нового Южного Уэльса)[англ.][96] — расформирован в 1960 году[97]
- 42-й батальон (Каприкорнийский полк)[англ.] — входил в межвоенные и послевоенные годы в состав Австралийского ополчения (англ. Australian Militia), известного позже под названием Гражданские вооружённые силы[англ.] (англ. Citizen Military Forces), поддерживал дружественные отношения с Чёрной стражей[98]. Расформирован в 1960 году[99].
- Полк хайлендцев острова принца Эдуарда[англ.] — влился в состав полка острова принца Эдуарда[англ.] в 1946 году[100].
- Шотландский пехотный полк Новой Зеландии[англ.][101][102] — полк расформирован формально в 2013 году[103].

С 1862 года у Канады есть собственная часть, известная под названием «Чёрная стража»: изначально это был 5-й батальон Канадского ополчения, переименованный в 1914 году в 5-й полк (Королевских хайлендеров Канады) (англ. 5th Regiment (Royal Highlanders of Canada)). Перед Второй мировой войной полк получил своё текущее название — Чёрная стража (Королевский Хайлендский полк) Канады. Он отметился участием в обеих мировых войнах.

## Культурные аспекты
- Полковой музей Чёрной стражи находится в замке Балхауси[англ.] в шотландском Перте[106].
- В батальоне служат уроженцы Файфа, Данди, Ангуса и Перт-энд-Кинросса. За батальоном сохраняется право носить красный плюмаж на шотландских тэм-о-шентерах — головных уборах парадной униформы шотландских частей Британской армии[107]. Также в униформу бойцов входит килт: бойцы многих шотландских частей, готовясь к параду или учениям, часто ничего не надевают под килты[108][109]. Иногда это приводило к нелепым ситуациям: в 1997 году из-за ветреной погоды в центре внимания прессы оказался один такой солдат Чёрной стражи в килте[108].
- С полком Чёрной стражи и его предшественником в виде 42-го пехотного полка связаны несколько маршей и гимнов, среди которых упоминается «Wha Saw the Forty-Second» (англ. Что видел сорок второй, также под названием англ. Wha saw the Forty Twa) — переработка якобитской песни «Wha Wadna Fecht For Charlie» (англ. Кто хочет воевать за Чарли)[110]. Также полку посвящены песни «The Gallant Forty Twa[англ.]» (англ. Отважная сорокадвушка) и «Twa Recruiting Sergeants» (англ. Два сержанта-вербовщика)[111]. В стихотворении Томаса Гуда «Faithless Nelly Gray» (англ. Неверная Нелли Грей) упоминается 42-й пехотный полк, в котором служил герой стихотворения[112].
- В 2006 году Национальный театр Шотландии[англ.] представил пьесу «Чёрная стража[англ.]» Грегори Бёрка[англ.] на Эдинбургском Фриндже. В пьесе рассказывалось об истории полка и его участии в Иракской войне: она была поставлена по мотивам рассказов ветеранов полка[113].
- В песне ирландских националистов[англ.] The Black Watch, которую исполняли такие коллективы, как Irish Brigade, Fighting Men of Crossmaglen, Athenry and Shebeen, полк выставляется в качестве антагониста за своё участие в конфликте против ИРА. В тексте говорится о Чёрной страже следующее[114]:

Идут по Фоллз-Роуд с дробовиками и слезоточивым газом,
Запугивают женщин, идущих с мессы.
Это шайка шотландских предателей, которых мы не забудем.
Слава Богу, мы знаем, что ИРА ещё не побеждены.
Оригинальный текст (англ.)
Strolling down the Falls Road with riot guns and gas
Terrorizing women as they're coming out of mass
A bunch of Scottish traitors we never will forget
Thank God we know the IRA sure aren't beaten yet

- В фантастической вселенной Battletech представлена вариация на тему Чёрной стражи — так называемый Королевский полк чёрной стражи (англ. Royal Black Watch Regiment), использующий те же знаки отличия и девиз, как и реальный прототип[115].

## Комментарии
1. ↑  Согласно Англо-русскому военному словарю 1987 года, название полка транслитерировалось как «Блэк уотч», сам полк назывался Королевским хайлендским полком[4]; в некоторых источниках упоминался под названием «Чёрный дозор»[5]
2. 1 2 3  Присвоено в 1909 году за заслуги 42-го полка
3. ↑  Присвоено в 1914 году за заслуги 42-го полка
4. ↑  Присвоено в 1889 году за заслуги 73-го полка
5. ↑  Присвоено в 1910 году за заслуги 42-го полка
6. ↑  Присвоено в 1951 году за заслуги 42-го полка
7. 1 2  Присвоено в 1882 году за заслуги 73-го полка
8. ↑  В 2006 году после преобразования полка Чёрной стражи в 3-й батальон Королевского шотландского полка герцог Ротсейский стал покровителем этого батальона
9. ↑  До августа 2019 года носил название Трансваальских шотландцев (англ. Transvaal Scottish)[92][93]
10. ↑  Традициям Чёрной стражи, в частности, следует 1-й батальон полка стражи Гемуну[94]